# (21261) 1996 FF
1996 أف أف (ويعرف أيضًا باسم (21261) 1996 أف أف وفق تسمية الكوكب الصغير) (بالإنجليزية: 1996 FF)‏ هو كويكب ضمن حزام الكويكبات؛ وترتيبه 21261 من حيث الاكتشاف.
اكتُشف هذا الجُرم الفلكي بواسطة تعقب الأجرام القريبة من الأرض في 16 مارس 1996.

## وصلات خارجية
- (21261) 1996 FF في قاعدة بيانات مختبر الدفع النفاث لأجرام النظام الشمسي الصغيرة

- الاكتشاف · مخطط المدار ·  العناصر المدارية · المعلمات المادية

- (21261) 1996 FF على موقع ويكي سكاي: DSS2, SDSS, GALEX, IRAS, Hydrogen α, X-Ray, Astrophoto, Sky Map, Articles and images